# Castanhal Esporte Clube
Castanhal Esporte Clube é uma agremiação esportiva de Castanhal, no estado do Pará, Brasil. Suas cores são amarelo e preto, e é um dos times mais antigos do estado do Pará, tendo sido fundado em 7 de setembro de 1924.

## História
Fundado em 1924, o Castanhal surgiu pouco depois da fundação da cidade de Castanhal. Um grupo de desportistas locais se reuniu e formou o clube. Entre os fundadores, Jota Vicente, Orvácio Batista e Lauro Cardoso. Não tendo campo próprio, acabou circulando pelos campos dos clubes da cidade como o Paysandu (Castanhal) e o Riachuelo. Acabou finalmente se fixando numa área próxima da onde se encontra hoje a feira da Ceasa. Foi profissionalizado em 1975, tornando-se no mesmo ano o primeiro time de fora da capital a terminar entre os quatro primeiros do Campeonato Paraense. Licenciou-se em 1978. Voltou ao profissionalismo em 1998. Surpreendeu a todos com a conquista em 2000 do Vice-Campeonato Estadual. Tem o apelido de Japiim, um pássaro de plumagem amarela e preta conhecido por imitar o canto das demais aves, sendo ele muito comum na região. Hoje, o Castanhal é grande freqüentador da fase de elite do Campeonato Paraense liderando os clubes de médio-porte que continuam na disputa. Representando o município que originou seu nome, o Castanhal conta com a força da sua grande torcida para repetir feitos do passado. Em 2000, o Castanhal foi Vice-Campeão, perdendo o título para o Paysandu Sport Club, tornando-se assim também o primeiro time de fora de Belém a chegar à final do Parazão. Na disputa da Série C do ano seguinte, o Japiim ficou em 27º com doze Pontos, dentre 36 participantes. Na Copa do Brasil de 2001, o Castanhal foi eliminado pela Ponte Preta de São Paulo, perdendo de 1x0 em casa e 8x1 fora, o Castanhal foi eliminado na 1ª Fase. Em 2004, o Castanhal fez outra bela campanha no estadual, mas ficou com o terceiro lugar de dez clubes. Na sua 2ª Série C, o Castanhal terminou em 33º Lugar de 60 times, com nove pontos.

### 2008
O Castanhal fez apenas uma campanha regular no Campeonato Paraense, figurando na 5ª Colocação dos dez times da Fase Principal. Encerrando a competição com 34 pontos, quatro a menos que o Ananindeua, e por pouco o Castanhal não conquista a vaga para a Série C do brasileiro, o ano também ficou marcado pela bela campanha do sub- 15 (Categoria de Base) no campeonato Paraense onde a Garotada do Japiim ficou em 3ºLugar somente atrás de Desportivo- PA e Paysandu- PA com 13 ponto na Tabela e com o Artilheiro o Atacante Tássio. O time ainda teve a honra de ganhar do lider Paysandu e do 4º colocado Remo- PA, no jogo do Realizado na Curuzú o Castanhal venceu a equipe bicolor por 2 a 0, com dois gols de Tássio, na semana seguinte a vitima foi o Remo dessa vez a vitória veio dentro de casa no estádio Modelão, em Castanhal; o jogo histórico para a garotada do Castanhal que goleou os Azulinos por 6 a 2 com gols dos Zagueiros Perema e Emerson, Tássio marcou 3 vezes, um de Nenê Apeú e o Atacante Aurio Miranda cobrando falta e fechando o placar, pelo lado do Remo o atacante Léo Mangabeira e o atacante Hélison descontaram pro time da Capital.

### 2009
O Castanhal fez uma bela campanha na Taça Cidade de Belém do Parazão, em um jogo emocionante, o Castanhal derrotou o Clube do Remo no Modelão e se classificou para o 1º Quadrangular, mas foi eliminado pelo Paysandu por 6x4. Na disputa da Taça Estado do Pará, o Castanhal não repetiu o bom futebol do 1º turno e não conseguiu a classificação para o 2º Quadrangular. O Castanhal encerrou o Parazão em 5º Lugar geral de oito clubes.

### 2010
Como não conseguiu se garantir na elite do Parazão, o Castanhal dependeria da classificação na 1ª Fase do estadual em 2010. O Castanhal estava fazendo uma campanha regular no torneio, mas depois de perder para o Sport Belém em casa, o time se complicou e dependeria de uma combinação de resultados para se classificar, o que não aconteceu. Após o termino da competição, o Castanhal entrou com um inquérito pedindo a anulação da vaga concedida para o Cametá Sport Club, que subiu de divisão irregularmente, mas o pedido foi negado e o Castanhal não disputou a Fase Principal do Paraense.

### 2011
Nesse ano, o Castanhal foi o time do interior que mais investiu, contratou jogadores de peso, criou uma comissão técnica competente e ganhou grandes patrocínios, e não demorou muito para que os frutos do investimento fossem colhidos, pois o Japiim da Estrada fez uma campanha arrasadora na Seletiva do Parazão, vencendo quatro das sete partidas, e ficou na 2ª colocação, marcando 14 pontos, apenas um a menos que a campeã, Tuna Luso.

### 2020
Neste ano que trouxe diversos desafios atípicos devido a Pandemia de COVID-19, o Japiim conseguiu sob o comando do Treinador Artur Oliveira, retornar ao cenário nacional ao terminar o estadual em 3º lugar e consequentemente conquistando vagas na Copa do Brasil e na Série D do Campeonato Brasileiro.

## Estatísticas

### Participações
|  | Participações em 2025 |

| Competição | Competição          | Temporadas | Melhor campanha         | Estreia | Última | P | R |
| Pará       | Campeonato Paraense | 31 [F1]    | Vice-campeão (2000)     | 1975    | 2025   |   | 2 |
| Pará       | Série B1            | 3          | Campeão (2003)          | 2003    | 2016   | 2 | – |
|            | Copa Norte          | 1          | Fase preliminar (2000)  | 2000    | 2000   |   |   |
|            | Copa Verde          | 2          | Quartas de final (2021) | 2021    | 2023   |   |   |
| Brasil     | Série C             | 2          | 27º colocado (1999)     | 1999    | 2004   | – | – |
| Brasil     | Série D             | 2          | 17º colocado (2021)     | 2021    | 2022   | – |   |
| Brasil     | Copa do Brasil      | 3          | 1ª fase (3 vezes)       | 2001    | 2022   |   |   |

- ^  F1. Contando com as participações na taça ACLEP.

### Últimas dez temporadas
Legenda:
| Campeão. Vice-campeão. Eliminado na semifinal. | Rebaixado à divisão inferior. Campeão e promovido à divisão superior. Promovido à divisão superior. |

### Campanhas de destaque
| Castanhal Esporte Clube | Castanhal Esporte Clube | Castanhal Esporte Clube | Castanhal Esporte Clube     | Castanhal Esporte Clube     |
| Torneio                 | Campeão                 | Vice-campeão            | Terceiro colocado           | Quarto colocado             |
| ----------------------- | ----------------------- | ----------------------- | --------------------------- | --------------------------- |
| Campeonato Paraense     | 0 (não possui)          | 1 vez (2000)            | 3 vezes (1999, 2004 e 2020) | 3 vezes (1975, 2006 e 2021) |
| Série B1                | 1 vez (2003)            | 1 vez (2016)            | 1 vez (2015)                | 0 (não possui)              |

## Títulos
| Estaduais | Estaduais                      | Estaduais | Estaduais   |
|           | Competição                     | Títulos   | Temporadas  |
| --------- | ------------------------------ | --------- | ----------- |
|           | Taça ACLEP                     | 2         | 2006 e 2009 |
|           | Campeonato Paraense - Série B1 | 1         | 2003        |

 Campeão Invicto
Categorias de base
| Estaduais | Estaduais                    | Estaduais | Estaduais         |
|           | Competição                   | Títulos   | Temporadas        |
| --------- | ---------------------------- | --------- | ----------------- |
|           | Campeonato Paraense - Sub-20 | 3         | 2007, 2012 e 2018 |

### Destaques
- Vice-Campeonato Paraense: 1

 (2000) 

## Uniformes

### 2023
| '' | '' |  |

### 2022
| '' | '' |  |

### 2021
| '' | '' | '' |  |

### 2020
| '' | '' |  |

### 2019
| '' | '' |  |

### 2018
| '' | '' |  |

### 2017
| '' | '' |  |

### 2014-16
| '' | '' |  |